# Mesti
Mesti (en àrab مستي, Mastī; en amazic ⵎⵙⵜⵉ) és una comuna rural de la província de Sidi Ifni, a la regió de Guelmim-Oued Noun, al Marroc. Segons el cens de 2014 tenia una població total de 2.931 persones.